# Das Album
Das Album (в переводе с нем. — «Альбом») — дуэтный студийный альбом немецких певцов Томаса Андерса и Флориана Зильберайзена, выпущенный 5 июня 2020 года. В сольной дискографии Андерса является четырнадцатым, а также третьим немецкоязычным.

## Создание
Изначально Андерс планировал выпустить новый сольный альбом Einfachlibe, однако пандемия COVID-19 вынудила отложить это. Идея создания Das Album возникла после того, как первый дуэтный трек Андерса и Зильберайзена «Sie Sagte Doch Sie liebt mich», вошедший в предыдущий альбом Андерса Ewig mit dir, стал весьма популярен (в данный альбом он также был включён, как открывающий трек).
Композиция с альбома «Du Kannst Ein Sieger Sein» является немецкой версией песни «Take the Chance» с альбома Томаса History.
Альбом стал крайне коммерчески успешен, заняв первое место по продажам в Германии, Швейцарии и Австрии и став первым альбомом в сольной карьере Андерса, сумевшим такого добиться. В июле 2021 года альбому был присвоен платиновый статус.

## Список композиций
| №   | Название                        | Автор(ы)                                      | Длительность |
| --- | ------------------------------- | --------------------------------------------- | ------------ |
| 1.  | «Sie sagte doch sie liebt mich» | Geller Christoph Assmann Tobias Reitz         | 3:46         |
| 2.  | «Sie hat es wieder getan»       | Geller Assmann                                | 3:39         |
| 3.  | «Sie ist wieder da»             | Geller Assmann                                | 3:39         |
| 4.  | «Versuch's nochmal mit mir»     | Reitz Figge Boström                           | 4:05         |
| 5.  | «Rücksicht»                     | Michael Reinecke Volker Lechtenbrink          | 3:20         |
| 6.  | «Deine oder meine»              | Werner Petersburg Alexander Scholz Tim Peters | 3:06         |
| 7.  | «Meine beste Melodie»           | Geller Thomas Rosenfeld Scholz                | 3:48         |
| 8.  | «Risiko»                        | Geller Assmann                                | 3:35         |
| 9.  | «Freunde wie wir»               | Peters Paul Falk Katharina Schwarz            | 3:58         |
| 10. | «Geliebt, gelacht, geweint»     | Geller Assmann                                | 3:18         |
| 11. | «Du kannst ein Sieger sein»     | Geller Assmann                                | 3:45         |
| 12. | «Wie ein großes Feuerwerk»      | Geller Assmann                                | 3:29         |
| 13. | «Stärker als die Zeit»          | Geller Assmann                                | 3:35         |
| 14. | «100.000 Wunder»                | Geller Assmann                                | 3:43         |
| 15. | «Ein kleiner Moment»            | Geller Assmann                                | 3:35         |
| 16. | «Wenn der Himmel uns umarmt»    | Geller Assmann                                | 3:56         |
| 17. | «Weiter als der Horizont»       | Geller Assmann                                | 3:19         |

## Winter Edition
16 октября 2020 года альбом был переиздан со вторым диском, включающим 14 новых песен на рождественскую тематику. Таким образом, это одновременно и переиздание, и продолжение оригинального Das Album (а также второй рождественский альбом в карьере Андерса).

### Список композиций
| №   | Название                                    | Автор(ы)                          | Длительность |
| --- | ------------------------------------------- | --------------------------------- | ------------ |
| 1.  | «Die schönste Zeit des Jahres»              | Geller Assmann                    | 3:58         |
| 2.  | «Manchmal werden Träume wahr»               | Geller Assmann                    | 3:22         |
| 3.  | «Winterwunderwelt»                          | Geller Assmann                    | 3:19         |
| 4.  | «Das schönste Geschenk»                     | Geller Assmann Reitz              | 3:57         |
| 5.  | «Sommer im Dezember»                        | Geller Assmann                    | 3:09         |
| 6.  | «Und brennen 100.000 Kerzen»                | Rudolf Müssig Peter Müssig        | 4:04         |
| 7.  | «Winter in New York»                        | Geller Assmann                    | 3:41         |
| 8.  | «Gemeinsam niemals einsam»                  | Geller Assmann                    | 3:45         |
| 9.  | «Zuhaus' ist wo das Herz ist»               | Geller Assmann                    | 3:48         |
| 10. | «10 Millionen Wunder»                       | Geller Assmann                    | 3:41         |
| 11. | «Dies' Jahr (strahlen alle Lichter heller)» | R. Müssig Christoph Leis-Bendorff | 3:47         |
| 12. | «Früher lag an Weihnacht' richtig Schnee»   | R. Müssig Leis-Bendorff           | 3:33         |
| 13. | «Wenn Raketen steigen (Der Silvester Song)» | Geller Assmann                    | 3:41         |
| 14. | «Zooom!»                                    | Geller Assmann                    | 3:22         |

## Позиции в хит-парадах

### Еженедельные чарты
| Чарт (2020)                     | Высшая позиция |
| ------------------------------- | -------------- |
| Австрия (Ö3 Austria)            | 1              |
| Германия (Offizielle Top 100)   | 1              |
| Швейцария (Schweizer Hitparade) | 1              |

### Годовые чарты
| Чарт (2020)                        | Позиция |
| ---------------------------------- | ------- |
| Austrian Albums (Ö3 Austria)       | 17      |
| German Albums (Official Top 100)   | 9       |
| Swiss Albums (Schweizer Hitparade) | 36      |

## Сертификации
| Регион                                                                      | Сертификация | Продажи |
| --------------------------------------------------------------------------- | ------------ | ------- |
| Германия (BVMI)                                                             | Платиновый   | 200 000 |
| Данные о продажах + прослушиваниях приведены только на основе сертификации. |              |         |